# Cuchivero
El río Cuchivero es un río  en el estado de Bolívar, Venezuela. Su longitud es de unos 305 km. Forma parte de la cuenca del río Orinoco. Entre sus afluentes se cuentan los ríos Zariapo y Guaniamo. Desemboca en el río Orinoco sobre su margen derecha.